# متلازمة باركس ويبر
تعرف متلازمة باركس ويبر على أنها اضطراب خلقي نادر الحدوث يصيب الأوعية الدموية،  لم تُعرف حتى الآن نسبة انتشارها الدقيقة، وصف طبيب الجلدية البريطاني فريدريك باركس ويبر هذه المتلازمة لأول مرة في عام 1907، وسميت باسمه.
يتكون الجهاز الوعائي الدموي من الشرايين والأوردة والشعيرات الدموية. تحدث متلازمة باركس ويبر عندما يجتمع كل من التشوه الوعائي، والتشوهات الشريانية الوريدية، والنواسيرالشريانية الوريدية، مع ضخامة الطرف المصاب، بشكل يعيق جريان الدم ضمن شبكة الأوعية الدموية، تكون تشوهات الأوعية الشعرية والنواسير الشريانية الوريدية موجودة منذ الولادة.
تعتبر متلازمة باركس ويبر وراثية، في حال تعرض الجين (RASA1) لطفرة وراثية تعبرعن نفسها بنمط وراثي سائد، وفي هذه الحالة يُظهر معظم حملة هذه الطفرة تشوهات وعائية متعددة، أما المرضى الذين لم يرثوا هذه المتلازمة أي ليس لديهم طفرات RASA1) )، لا تتطوّر لديهم تشوهات وعائية متعددة، وغالبًا ما يكون سبب المتلازمة في هذه الحالة غير معروف، وحدوثها عشوائي ومفاجئ، معظم حالات متلازمة باركس ويبر مجهولة السبب.
تتشابه متلازمة باركس ويبر و متلازمة كليبل ترينوناي بالكثير من الأعراض، لكنهما مرضان مستقلان تمامًا، تحدث متلازمة باركس ويبر بسبب تشوه الأوعية الدموية  نتيجة طفرة جينية، أو بشكل مجهول السبب دون وجود طفرة أو سبب وراثي، أما في حالة متلازمة كليبل تريناوناي، فلا تتشكل الأوعية الدموية أو الأوعية اللمفاوية بشكلها الصحيح. تمتلك كلا المتلازمتين نفس الأعراض تقريبًا، باستثناء مرضى متلازمة باركس ويبر الذين يعانون من كل من التشوه الشرياني الوريدي، والنواسير الشريانية الوريدية، بلإضافة إلى تضخم الأطراف، فتكون أعراضهم مختلفة.

## الأعراض
تشمل الأعراض الرئيسية لمتلازمة باركس ويبر ما يلي:
- الوحمات: يعاني المصابون بمتلازمة باركس ويبر من ظهور بقع وردية كبيرة ومسطحة على الجلد، ينتج هذه اللون الوردي عن زيادة تدفق الدم إلى التشوهات الشعرية القريبة من سطح الجلد مما يسبب تلونه، يشار إليها أحيانًا باسم وحمة بورت واين. وتعرف أيضًا باسم وحمة فلاموس.[9][6]
- التضخم: ويقصد به النمو المفرط للعظام والأنسجة الرخوة، يظهر هذا التضخم مع زيادة النمو في الطرف المصاب لدى مرضى متلازمة باركس ويبر.[6]
- النواسير الشريانية الوريدية المتعددة: يعاني مرضى المتلازمة أيضًا من العديد من النواسير الشريانية الوريدية، التي تحدث بالتزامن مع التشوهات الشعرية، تحدث هذه النواسير بسبب الاتصالات غير الطبيعية بين الشرايين والأوردة.[6] يتدفق الدم عادة من الشرايين إلى الشعيرات الدموية ثم إلى الأوردة، ولكن عند مرضى النواسير الشريانية الوريدية، يتدفق الدم مباشرة من الشرايين إلى الأوردة متجاوزًا الشعيرات الدموية بشكل كامل،[10] تؤثر هذه الاتصالات غير الصحيحة على الدورة الدموية، وقد تؤدي إلى مضاعفات مهددة للحياة، مثل النزف المرضي، والقصور القلبي. يمكن التعرّف على النواسير الشريانية الوريدية من خلال ملاحظة الأوردة المنتفخة الكبيرة والأرجوانية، وتورم الأطراف، وانخفاض الضغط الدموي، والتعب والقصور القلبي.[10]
- التشوهات الشريانية الوريدية الشعرية: يسبب اضطراب الجهاز الوعائي حدوث التشوهات الشعرية، إذ تتضخم الشعيرات الدموية وتزيد من تدفق الدم نحو سطح الجلد،[11] وهذا ما يؤدي إلى ظهور بقع ملونة على سطح الجلد، تتميز هذه البقع بكونها متعددة وصغيرة ومستديرة الشكل، لونها وردي أو حتى حمراء اللون، تظهرهذه التشوهات عند أغلب المصابين في مناطق الوجه والذراعين أو الساقين، قد تظهر البقع منذ الولادة أو قد تتطور خلال سنوات الطفولة. لا تمثل هذه التشوهات التي تحدث بشكل مستقل عن النواسير الشريانية الوعائية وبشكل عفوي تهديدًا كبيرًا للحياة، ولكن عندما تحدث بالتزامن مع النواسير الشريانية الويدية، تعتبر مؤشرًا واضحًا على متلازمة باركس ويبر، وتعتمد درجة الخطورة في هذه الحالة على شدة هذه التشوهات.[11]